# Sœur Gertrude-Marie
Pour les articles homonymes, voir Bernier.
 (juillet 2021).
Sœur Gertrude-Marie, née Anne Marie Bernier le 28 octobre 1870 au Lion-d'Angers (Maine-et-Loire) et morte le 24 mai 1908 à Angers, est une religieuse et mystique française.

## Biographie
Après la mort prématurée de son père, sa mère élève seule les quatre enfants de la famille.
Anne Marie Bernier connaît l’indigence et après quelques années d’école travaille comme ouvrière chez les gens pour aider sa mère puis entre en apprentissage de couturière au Lion-d'Angers.
Très tôt elle entend l’appel de Dieu et porte une grande dévotion à la Vierge Marie.
Elle entre au noviciat de la congrégation Saint-Charles d’Angers le 24 février 1887.
Sa prise d’habit a lieu le 21 juin 1888.
Elle prend le nom de sœur Gertrude-Marie le 4 novembre 1887 et prononce ses premiers vœux le 25 août 1890, puis ses vœux perpétuels le 8 septembre 1897.
Elle obtient son brevet élémentaire de capacité pour l’enseignement primaire et commence par faire la classe à l’école gratuite rue de la Madeleine à Angers puis aux Rosiers-sur-Loire quelques mois.
En 1892 elle devient directrice de l’école gratuite Saint-Laud, rue Kellerman à Angers.
Cependant sa santé fragile l’oblige dès 1894 à quitter la classe pour s’occuper des travaux manuels des enfants.
À la suite de la laïcisation de l’école Saint-Laud, en 1903, elle est envoyée à l’ouvroir rue Pocquet de Livonnière pour s’occuper des comptes et du travail manuel.
Sa maladie s’aggravant, elle rentre à la Maison-mère le 22 mai 1905.
Sr Gertrude-Marie décède à la Maison-mère de la congrégation le 24 mai 1908, rue de la Meignnane à Angers, alors dénommée Chemin du Silence.

## Vie spirituelle
Outre sa mission d’enseignante, Sœur Gertrude-Marie est davantage connue pour sa vie spirituelle intense dont elle fit part à son directeur le père Stanislas Legueu, aumônier de la congrégation Saint-Charles d’Angers.
L’introduction d'Une Mystique de nos jours nous renseigne sur sa personne et sur les conditions d’écriture des lettres à son directeur spirituel.
Le chanoine Stanislas Legueu décrit sœur Gertrude-Marie comme une personne qui « n’a rien fait qui sortit du commun » mais ayant une vie mystique assez intense.
« Son intelligence était ordinaire, son instruction élémentaire […] son imagination était plutôt calme et paraissait assez peu inventive. Sœur Gertrude-Marie n’avait rien lu en dehors de quelques ouvrages de piété ; dans ses dernières années, elle ne lisait presque plus. »
Selon les témoignages recueillis alors par le père Legueu, elle mit sa perfection non dans les choses extraordinaires, mais en essayant toujours de faire de son mieux les choses communes, son contact produisait l’union, l’harmonie et la paix.
Dans ses lettres au père Legueu, Sœur Gertrude-Marie décrit son expérience spirituelle. Dans un premier temps, il s’agissait pour elle de lui demander conseil, puis le père Legueu lui demanda de continuer à écrire, ce qu’elle fit par obéissance.
« Elle a écrit quelquefois à la plume, le plus souvent au crayon […] dans les conditions les plus défavorables […] dérangée sans cesse, obligée qu’elle était de cacher son travail aux regards étonnés. »
Ces relations donnèrent lieu à plusieurs ouvrages, publiés par le chanoine Legueu :
Une Mystique de nos jours, Les Tendresses divines, Une Âme.
Le livre Une mystique de nos jours a cependant été réprouvé par un décret de la Congrégation du Saint-Office du 17 mars 1922, qui souhaitait mettre en garde certaines catégories de lecteurs, insuffisamment averties, contre des interprétations répréhensibles ; cependant, l'ouvrage ne fut pas mis à l'Index.
La diffusion des livres s'arrête brusquement et Sœur Gertrude-Marie, bien que citée dans quelques ouvrages sur la mystique catholique,, aurait pu tomber dans l'oubli sans la poursuite d'une certaine dévotion à son égard.

## Dévotion
Sœur Gertrude-Marie repose au cimetière de l’Ouest à Angers.
Le 11 mars 1913, sa dépouille est exhumée de son emplacement d’origine puis inhumée à l’entrée du cimetière, à la suite de l’aménagement de la rue de la Meignanne.
Sa tombe est visitée, de nombreux ex-voto et ses fleurs en témoignent.